# Plotha (Belgern-Schildau)
Plotha ist ein Ortsteil der Stadt Belgern-Schildau im Landkreis Nordsachsen in Sachsen.

## Lage
Die ehemalige Gutssiedlung liegt südlich des Liebersees, am westlichen Rand der Elbverdeichung und östlich der Bundesstraße 182 südöstlich von Belgern.

## Geschichte
Die älteste erhaltene Nennung des Ortes als Plote stammt von 1251. 1285 wurde von einem Herrensitz eines Rittergutes, Edelhofs, Vorwerks und wieder Ritterguts berichtet. 1791 hieß das Dorf dann Plotha. Von 18 dort lebenden Personen wurde 1551 berichtet. 1818 waren es schon 101 und 1895 112 Bewohner. Diese pfarrten nach Belgern. Die übergeordnete Behörde hatte ihren Sitz in Torgau und später in Mühlberg/Elbe und dann wieder in Torgau. Der Landwirtschaftsbetrieb unterlag nach 1945 der Entwicklung der Landwirtschaft in Ostdeutschland. Seit 1996 gehörte der ländliche Ort zu Belgern, seit dem 1. Januar 2013 ist er Teil von Belgern-Schildau.